# Domingo Abad Huerta
Domingo Abad Huerta (ur. 1580 w Cubel, zm. 8 lutego 1647) – hiszpański duchowny rzymskokatolicki, w latach 1644-1647 biskup Teruel.

## Życiorys
Urodził się około 1580 roku, we wsi Cubel jako syn Domingo i Isabel.
Studiował na Uniwersytecie Literackim w Walencji, gdzie uzyskał tytuł doktora. Święcenia kapłańskie otrzymał około roku 1610 i służył jako kapelan abp Isidoro Aliaga. Od 1621 przez 20 lat pełnił funkcje inkwizytora. We wrześniu 1943 król Hiszpanii Filip IV Habsburg mianował go na biskupem Teruel, papież Urban VIII zatwierdził ten wybór 13 czerwca 1644, sakrę biskupią otrzymał 15 września tego samego roku. Zmarł 8 lutego 1647 roku, został pochowany w krypcie pod prezbiterium katedry w Teruel.